# Pere de Santamans
Pere de Santamans, diputado eclesiástico de la Diputación del General de Cataluña entre 1380 y su muerte en 1383, había sido nombrado para sustituir a Felip d'Anglesola, fallecido antes de terminar su mandato. Doctor en teología, había sido procurador del obispo Pere Planella en Elna y lo representó en el obispado de Barcelona, del que él personalmente llegó a ser vicario general.
Se mantuvieron las tensiones entre el rey Pedro el Ceremonioso y los diputados que ya habían comenzado con su antecesor. Esta vez el motivo es la petición de galeras de la Generalidad para la campaña de Cerdeña, tal como se había acordado en las Cortes. La Generalidad, no conforme con el préstamo, puso todo tipo de obstáculos: la necesidad de vigilar las costas catalanas para proteger el comercio ante los piratas, la no obligación de prepararlas y armarlas; exigencias sobre quién debía capitanear las naves, etc.
Los diputados lograron agotar su mandato y en junio de 1383 se empezaron a celebrar las Cortes de Monzón. Hasta julio de 1384, no se nombraron los nuevos diputados y a la muerte de Pere de Santamans, se encargó al notario Jaume Nicolau que administrara la Generalidad de Cataluña.
| Predecesor: Felip d'Anglesola | Diputado eclesiástico de la Diputación del General de Cataluña 1380–1383 | Sucesor: Arnau Descolomer |